# Плодовое вино
Плодовое вино — собирательное название слабоалкогольных напитков, для изготовления которых могут использоваться любые фрукты и ягоды, за исключением винограда.
Чем спелее плоды, тем больше они содержат сахара и тем лучшее дают вино; переспелые, гнилые и мучнистые плоды не годятся для вина. Плодовое вино, получаемое из яблок, называется «яблочным», «сидром» (во Франции) и «мостом» (в Германии).
В Энциклопедическом словаре Брокгауза и Эфрона особенности технологии производства вина описывались следующим образом:
«На приготовление 8 вёдер вина, по Лукасу, идёт в среднем: яблок — 10 — 10,5 пудов, груш — 9 — 9,25 пудов. По мнению Нормана, сидр нужно делать из различных сортов яблок, чтобы недостаток одних устранить достоинствами других. Так, например, сладкие яблоки дают сидр, который, однако, за недостатком дубильных веществ, скоро портится; наоборот, из терпких яблок получается сидр, хорошо сохраняющийся, но слишком вяжущий на вкус.
Для получения сладкого сидра, предназначенного для немедленного потребления, следует брать 1 часть терпких яблок и 2 части сладких; если же сидр предполагают сохранять долго или пересылать, то, наоборот, 2 части терпких яблок и 1 часть сладких; при этом необходимо смешивать такие сорта яблок, которые созревают одновременно.
Спелые и мягкие плоды нужно давить по снятии с дерева, твёрдым же и незрелым необходимо дать некоторое время полежать, но не в подвалах, а на чердаках или под навесами, где сложить их в кучи (высотой не выше 12—13 вершков), а для подстилки и прикрытия употреблять чистую солому.
Плоды обыкновенно измельчаются особыми мельницами или дробилками, железные части которых необходимо тщательно вычищать и, если можно, покрывать лаком, иначе сусло и вино весьма легко чернеют. Раздавленные плоды следует держать в чанах, погружёнными в жидкость; спелые и мягкие яблоки и груши следует прессовать непосредственно после сбора и измельчения.
Устраняя доступ воздуха к мезге, который может вызвать образование уксусной кислоты, полезно поддерживать температуру сусла в пределах 12°—16° Р., так как тогда брожение происходит наилучшим образом. После бурного брожения вино сливается с дрожжей (то есть с гущи, осевшей на дно чана) в чистые бочки, в которых идёт так называемое тихое брожение; если последнего нет, то в молодое вино добавляют чистого свекловичного сахара (2—4 фунта на 8 ведер).
Плоды перед раздавливанием необходимо обмыть и очистить; посуда (чаны, бочки, кадки, кружки и пр.) должна быть также безукоризненной чистоты. Некоторые практики-виноделы разбавляют сусло яблок и слизистых груш водой в количестве: в первом случае — 5—8 % и во втором — 10—15 %. Водой обливается, в сущности, отпрессованная мезга, которая спустя 10—12 час. вновь прессуется, и полученная жидкость смешивается с первоначально отделённым чистым суслом. При этом если температура отжатой мезги (выжимок) выше 16° Р., то следует брать холодную воду, если же ниже 16°, то настолько тёплую, чтобы довести температуру смеси до 12°—16°. Плодовое вино может быть годно для хранения, если оно содержит не менее 5—6 % (объёмных) алкоголя, или, иначе, если сусло заключает не менее 8—9,6 % сахара. Если сусло разбавляется водой, то на каждые 8 вед. последней следует взять 20—24 фн. сахара, который примешивается к суслу до или во время бурного брожения и лишь в крайнем случае к молодому, слитому с дрожжей вину.
Некоторые плодовые вина вместо прибавки сахара требуют кислоты, количество которой в хорошем вине должно достигать 4—6 г на литр, между тем сусло, выдавленное из сладких яблок и груш, часто содержит лишь 1—3 г. В этих случаях к плодовому суслу примешивают ягодное (смородиновое, черничное и др.), а если ягод нет, то на каждые 8 вед. сладкого сусла берут 8—12 лот. виннокаменной кислоты. Вина, в которых образуется портящая их слизь, нуждаются в прибавке чистого танина (2—4 зол. на 8 вед.); увеличение количества дубильных начал в вине достигается также примешиванием к плодовому суслу виноградных выжимок, которые спустя 2—3 дня прессуют. Прибавление танина, как и кислоты, советуют производить предпочтительно до или во время брожения.
В видах получения крепкого и прочного вина в некоторых странах плодовое сусло подвергают кипячению, но операция эта требует большой осторожности. Готовое вино перед разливкой в бутылки, если оно мутно, очищают либо свежими винными дрожжами в количестве 5—10 % на 8 вед., либо снятым молоком (4/5 кружки), либо раствором рыбьего клея (1/5 кружки). В большинстве случаев плодовое вино лучше всего очищается молоком».
В советское время по всей стране выпускались креплёные вина под общим названием «плодово-ягодные». Рецептура их изготовления и используемое сырьё обычно не разглашались. В народе это название было переделано в «плодово-выгодные» (был вариант «подло-ягодные»), а чаще всего такие вина именовались «бормотухой».